# Takahiro Yamada
Takahiro Yamada (Takatsuki, Prefectura d'Osaka, 29 d'abril de 1972) és un futbolista japonès que disputà un partit amb la selecció japonesa.